# Université Atlantique de Floride
Pour les articles homonymes, voir FAU.
L'université Atlantique de Floride  (en anglais : Florida Atlantic University), aussi dénommée FAU ou Florida Atlantic, est une université publique localisée à Boca Raton en Floride aux États-Unis. L'université possède également six campus secondaires dans les cités de Dania Beach, Davie, Fort Lauderdale, Jupiter, Port Sainte-Lucie, et Fort Pierce. L'université accueille principalement des étudiants provenant de sept comtés voisins dont la population totale est proche de trois millions pour une région qui s'étend sur 160 km le long de la côte orientale de l'État.

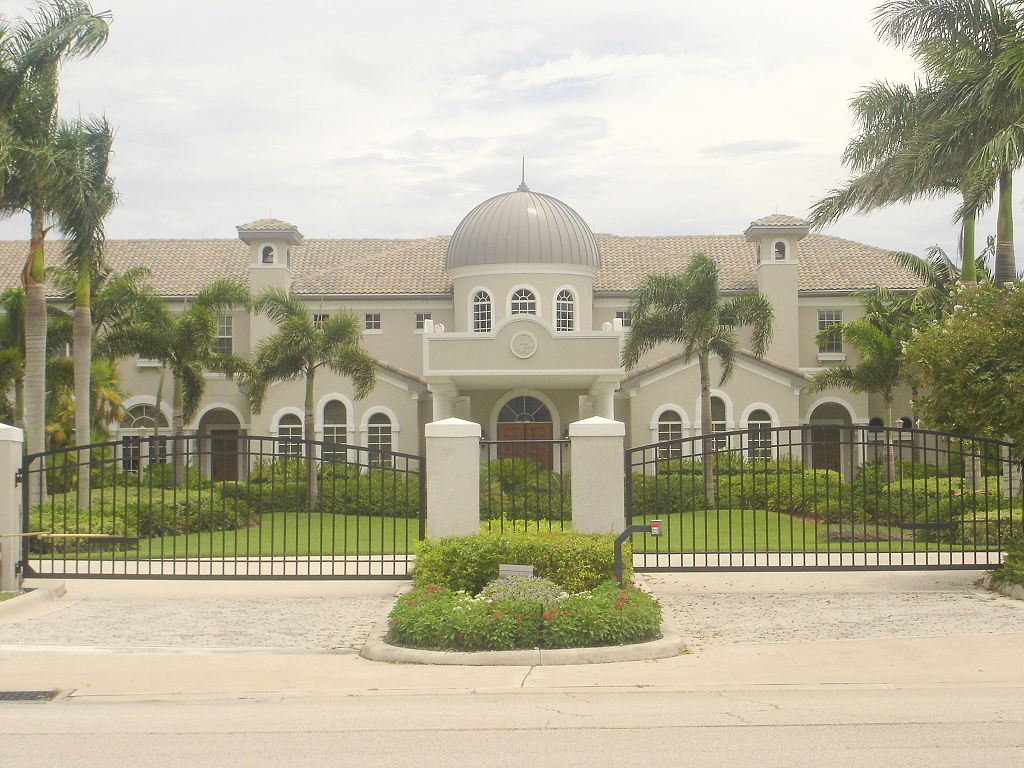
Vue du campus de Boca Raton.

L'université s'est ouverte en 1964 en tant que première université publique de la région de la South Florida. Il s'agit alors de la première université du pays à n'offrir que des formations de niveau graduate. Les étudiants ne sont au début que 867 mais le nombre s'accroît ensuite notamment lors de la création de branches undergraduate en 1984. En 2008, l'université accueille près de 27 000 étudiants en provenance de 139 pays et de 48 États américains. Plus de 110 000 étudiants sont sortis de l'université depuis son ouverture.
L'université essaie de développer la recherche et se lie à des grands centres de recherche.

## Sports
L'université est présente dans de nombreux sports sous le nom de Owls de Florida Atlantic en National Collegiate Athletic Association (NCAA) au sein de la Conference USA,,,.